# 佩列什帕
51°35′49″N 23°39′11″E / 51.59694°N 23.65306°E
佩列什帕（烏克蘭語：Перешпа），是烏克蘭的村落，位於該國西部沃倫州，由科韋利區負責管轄，面積3.12平方公里，海拔高度160米，2001年人口89，人口密度每平方公里28.53人。